# Listă de poeți: J
A - Ă - B - C - D - E - F - G - H - I - Î - J - K - L - M - N - O - P - Q - R - S - Ș - T - Ț - U - V - W - X - Y - Z

### J

#### Ja-Je
- Richard Jago, (1715-1781)
- Clive James
- Gustav Janus, (născut în 1939)
- Miran Jarc, (1900-1942)
- Urban Jarnik, (1784-1844)
- Randall Jarrell
- Robinson Jeffers, (mort 1962)
- Simon Jenko, (1835-1869)
- Elizabeth Jennings
- Vida Jeraj, (1875-1932)
- Luka Jeran, (1818-1896)
- Marjetka Jersek
- Milan Jesih, (născut în 1950)

#### Jo-Ju
- Edmund John
- Fenton Johnson
- Georgia Douglas Johnson
- Helene Johnson
- James Weldon Johnson, (1871-1938),
- Lionel Johnson
- Samuel Johnson, (1709-1784)
- David Jones, (1895-1974),
- Leroi Jones aka Amiri Baraka
- James T. Jones
- Ben Jonson, (1573-1637), poet și dramaturg
- Jovan Jovanović Zmaj (1833-1904)
- James Joyce, (1882-1941)
- Frank Judge, (născut în 1946),
- Donald Justice, (1925-2004), poet și artist
- Juvenal